# Індокитайський тигр
Індокитайський тигр (англ. Panthera tigris corbetti) — підвид тигра, знайденого в Камбоджі, Лаосі, Малайзії, Бірмі, Таїланді та В'єтнамі. Ім'я «Corbett» походить від наукового імені Panthera tigris corbetti, який названий на честь Джима Корбетта, британського мисливця, натураліста і письменника.

## Живлення
Тигр харчується мавпами, кабанами, купреями, мунтжаками, їжатцями, рептиліями, не проти поїсти падло.

## Поведінка
Тигри ведуть сутінковий спосіб життя. Дуже любить купатися, добре плаває. Полює із засідки, але лише в 1/10 випадках полювання успішне. Малим звірам прокушує шию, а великих валить на землю і ламає іклами хребет. Зір і слух дуже розвинені, нюх трохи слабший. Не дивлячись на свій невеликий розмір, тигр надзвичайно сильний.
Тигри дуже рухливі, максимальна швидкість 50-70 км/год. За 1 стрибок він перетинає 10 м у довжину. Для руху своєю територією, він часто обирає стару оточену низькими деревами і кущами дорогу, яку проклали для руху лісовозів.
Самці — одинаки. Самки більше половини життя проводить з дітьми. Кожна особа тигрячого роду має свою ділянку, яку вона люто охороняє від інших тигрів (незалежно від статі). Розмір ділянки залежить від кількості здобичі. Самці мають більшу ділянку ніж самиці. Часто ділянки самців перетинаються з ділянками представниць жіночої статі. Межі ділянок позначаються подряпинами від кігтів на деревах, і, звісно, сечею.

## Розмноження
Зазвичай, самці спаровуються з самками, які є по сусідству. Якщо на одну самку претендують кілька самців, то між ними трапляються бійки. Коли самиця готова до продовження роду, вона мітить межі ділянки сечею з особливим запахом. Пара живе і полює разом кілька тижнів, паруються десятками разів на день. Для народження маля, самка обирає безпечне і важкодоступне місце. Самка може спарюватися з кількома самцями, тож за один сезон народжуються тигрята від різних батьків.
Період розмноження: протягом усього року, частіше взимку. Статеве дозрівання настає у самок за 3-4 роки від народження, а у самців — на 4-5 році життя. Вагітність триває від 95 до 112 днів. За раз народжується 2-3 сліпоглухих тигренят. Зір з'являється на першу добу. Молочні зуби ростуть на другий тиждень, постійні — у рік. У два місяці самка прикормлює дітей м'ясом. Лактація — 6 місяців. Одразу після закінчення годування молоком, тигренята навчаються полювати. У 8 місяців діти полюють з мамою. Протягом першого року гине до 35 % потомства. Самці покидають матір-тигрицю у 18-28 місяців, самиці лишаються довше.

## Зовнішність
Індокитайський тигр менший за бенгальського, і має темніше забарвлення. Самець індокитайського тигра сягає  від 2,55 до 2,85 м завдовжки і важить від 150 до 195 кг, хоча зустрічаються і великі екземпляри, що можуть важити понад 250 кг. Мають великий череп, завдовжки від 319 до 365 міліметрів. Самка індокитайського тигра - від 2,3 до 2,55 м завдовжки і важить від 100 до 130 кг.
Індокитайські тигри дуже могутні. У В'єтнамі, задокументовано великого самця, вбитого в 1984 році біля кордону з Лаосом. Цей тигр був завдовжки 2,8 м і важив близько 250 кілограмів. Він багато років тероризував села і убив понад десяток домашніх буйволів, незважаючи на усі спроби сільських жителів зупинити його. Коли одне село побудувало триметрову огорожу навколо худоби, тигр зумів перестрибнути цю огорожу, вбити теля і перестрибнути назад, тримаючи шестидесятикілограмову тварину в роті. Тигра вбили встановивши рушничну пастку в туші буйвола. Тіло тигра знайшли за 2 кілометри від пастки — стільки зміг пройти важкопоранений звір.

## Проживання
Індокитайські тигри живуть у затишних лісах у гористій місцевості, більшість якої лежать уздовж меж між країнами. Вхід до цих областей часто обмежується. .

## Популяція
Оціночна кількість його популяції варіює в різних джерелах від 1200 до 1800 тварин, але найімовірною визнається оцінка, ближча до нижнього значення цього інтервалу. Найбільша популяція існує в Малайзії. Браконьєрство в цій країні суворими заходами зведене до поодиноких випадків, проте популяція тигрів знаходиться під значною загрозою через фрагментацію ареалів та інбридинг. Місцеві жителі полюють на тигрів задля шкіри, зубів, кісток і нутрощів, їх використовують у народній медицині КНР. Так у В'єтнамі майже три чверті тигрів були знищені для продажу органів для переробки на засоби китайської медицини.